# Giovanni Bianchi (mycologue)
Pour les articles homonymes, voir Bianchi et Giovanni Bianchi (homonymie).
Giovanni Bianchi est un mycologue italien qui fut actif entre 1907 et 1913.

## Biographie
Giovanni Bianchi est un auteur relativement méconnu. Les descriptions dont il est l'autorité sont en effet celles de formes ou variétés de champignons. Didymosphaeria conoidea f. conigena Bianchi et Zygosporium oscheoides f. euonymi Bianchi sont des noms légitimes mais dont la validité actuelle est floue. Phoma capsici var. caulicola Bianchi est un nom légitime mais il n'est plus valide, le nom d'espèce Phoma capsici étant synonyme de Diaporthe capsici Punith.
Cet auteur ne doit pas être confondu avec Giovanni Bianchi, autre naturaliste. L'abréviation standard « Bianchi » ne devrait être utilisée que pour le mycologue, le naturaliste n'en ayant pas.